# Roger González
Rogelio González Garza-Gámez (Monterrey, Nuevo León, México; 15 de julio) o también conocido como Roger González, es un presentador, actor, cantante, youtuber y actor de doblaje mexicano. Fue uno de los presentadores del programa de Disney Channel Zapping Zone.

## Biografía
Su madre es música y su padre arquitecto. Roger en su momento fue una de las estrellas más importantes de Disney Channel Latinoamérica, además de ser reconocido del exitoso programa juvenil Zapping Zone.
En las publicaciones de diferentes revistas, este artista mexicano ha sido considerado como uno de los chicos más guapos de la televisión de la década del 2000.
Roger González comenzó su carrera trabajando en diferentes comerciales de televisión, al mismo tiempo que se preparaba como actor y cantante. En 2007 condujo el programa de TV Azteca High School Musical junto a María Inés Guerra.

## Filmografía y trabajos

### Televisión
| Año        | Producción                    | Personaje | Nota      | Anexo                                              |
| ---------- | ----------------------------- | --------- | --------- | -------------------------------------------------- |
| 2002-2012  | Zapping Zone                  | Él mismo  | Conductor |                                                    |
| 2003       | Rebelde Way                   | Lisandro  | Actor     |                                                    |
| 2007-2008  | Disney Channel Games          | Él mismo  | Actor     | También participó como competidor                  |
| 2010       | Highway: Rodando la Aventura  | Roger     | Actor     |                                                    |
| 2018       | Todo un Show camino a la fama | Conductor |           |                                                    |
| 2019       | Venga la Alegría              | Conductor |           |                                                    |
| 2020- 2021 | Todos quieren fama            | Conductor |           | Fue el conductor principal de las temporadas 1 y 2 |

### Doblaje
| Año  | Producción                            | Personaje |                 |
| ---- | ------------------------------------- | --------- | --------------- |
| 2008 | Tinker Bell                           | Terence   |                 |
| 2009 | Tinker Bell y el tesoro perdido       | Terence   |                 |
| 2010 | Tinker Bell: Hadas al rescate         | Terence   |                 |
| 2011 | Los juegos en la Tierra de las Hadas  | Terence   | Voz, Recurrente |
| 2012 | Tinker Bell y el secreto de las hadas | Terence   | Voz, Recurrente |
| 2014 | Tinker Bell: Hadas y piratas          | Terence   | Voz, Recurrente |
| 2016 | Sing: Ven y canta                     | Johnny    |                 |

### Teatro
| Año             | Producción               | Personaje | Nota                                            |
| --------------- | ------------------------ | --------- | ----------------------------------------------- |
| 2008-2009       | Peter Pan: El musical    | Peter Pan | Bailarín                                        |
| 2010            | La Bella y la Bestia     | LeFou     | Personajes secundarios                          |
| 2014-2016       | Gravity Falls            | Dipper    | Protagonista                                    |
| 2014-2015, 2017 | Hoy no me puedo levantar | Colate    | Compartió rol con Jesús Zavala y Mauricio Garza |
| 2016            | Como quieras perro ámame | Max       |                                                 |

### Radio
- Wake Up con Roger González (2015–2017)

- Roger En Exa (2017- Presente)

### Libros
- Que la magia continúe (2017)

### Producción
- Génesis (2021)